# Bud Ogden
Carlos Ogden, detto Bud (San Luis Obispo, 29 dicembre 1946), è un ex cestista statunitense, professionista nella NBA.
È il fratello di Ralph Ogden.

## Carriera
Venne selezionato dai Seattle SuperSonics al tredicesimo giro del Draft NBA 1968 (162ª scelta assoluta) e dai Philadelphia 76ers al primo giro del Draft NBA 1969 (13ª scelta assoluta).